# Museo di storia naturale di Macerata
Il Museo Civico di Storia Naturale di Macerata è un museo scientifico situato in via Santa Maria della Porta 65, Macerata (MC), nelle Marche. Attualmente ospita un gran numero di reperti di interesse scientifico, divisi in cinque sezioni: paleontologia, mineralogia, vertebrati, malacologia ed entomologia.
Tali reperti sono custoditi all’interno del Palazzo Rossini Lucangeli, in particolare nei suoi sotterranei, per un totale di 200 metri quadrati circa di zona espositiva.

## Storia
La prima personalità ad aver posto i pilastri fondanti del museo fu Romano Dezi, un appassionato ricercatore di paleontologia, che dal 1973 incominciò a collezionare ed esporre reperti fossili del maceratese e non solo. Insieme a sua moglie Rita Ramazzotti, istituì quello che poi sarebbe divenuto uno dei musei scientifici più prestigiosi delle Marche. I due coniugi ebbero la lungimiranza di organizzare le prime mostre espositive e i primissimi interventi didattici presso le principali scuole maceratesi. Dopo 35 anni di attività, Dezi e Ramazzotti riuscirono a ottenere un numero sorprendente di reperti, sia raccogliendoli nel territorio marchigiano, sia ricevendoli in dono o acquistandoli.
Quando l’importanza del museo iniziò a crescere, divenne pubblico, passando sotto la custodia del Comune di Macerata, con il benestare dei due coniugi. Dal 1993, infatti, tutti i reperti sin lì ottenuti sono ospitati presso il cinquecentesco Palazzo Rossini Lucangeli, fino ad arrivare ai giorni nostri. Con gli anni, i reperti acquistati dal museo o ricevuti in dono sono aumentati, tanto da aver costretto i dirigenti comunali di Macerata a pensare di effettuare un possibile allargamento.

## Collezione
Di seguito sono riportati i reperti più pregiati che si possono visitare nel museo, divisi in base alla sezione di appartenenza.
Ovviamente il seguente elenco è lungi dall'essere completo.

### Sezione dei vertebrati
- Mammiferi (Mammalia): tra gli altri, spiccano un esemplare di foca monaca (Monachus monachus), una lupa appenninica (Canis lupus italicus), uno sciacallo dorato (Canis aureus), un daino (Dama dama), un capriolo (Capreolus capreolus), un cinghiale (Sus scrofa), le teste di due rinoceronti neri (Diceros bicornis) e lo scheletro completo di un oritteropo (Orycteropus afer).
- Uccelli (Aves): sono presenti diversi esemplari di aquile reali (Aquila chrysaetos), gufi reali (Bubo bubo), moltissimi passeriformi (Passeriformes), anseriformi (Anseriformes) e alcuni uccelli tropicali, come pappagalli (Psittaciformes) e colibrì (Trochilidae).
- Rettili (Reptilia): si possono ammirare diversi esemplari di tartarughe marine (Caretta caretta), coccodrilli (Crocodylia) e serpenti (Serpentes).

### Sezione di entomologia
Nel museo è presente un'ala dedicata al mondo degli insetti (Hexapoda), delle farfalle (Lepidoptera) in particolare. Sono presenti anche diverse specie di aracnidi (Arachnida).

### Sezione di malacologia
È forse la raccolta più completa del museo, potendo contare decine di migliaia di reperti. Sono rappresentate quasi tutte le specie di molluschi (Mollusca) del Mediterraneo e numerosissimi sono i generi tropicali. In questa sezione rientrano anche le molte specie di coralli (Anthozoa), di echinodermi (Echinodermi) e di crostacei (Crustacea).

### Sezione di paleontologia
- Mammiferi (Mammalia): si può ammirare il palco, purtroppo non completo, di un Megaloceros, parti dello scheletro di un sirenide (Sirenia) e il cranio di un orso delle caverne (Ursus spelaeus).
- Rettili (Reptilia): nei sotterranei è stata allestita una grande teca contenente un Mystriosuchus quasi completo. Tra gli altri reperti, spicca inoltre la mandibola di un mosasauro (Mosasaurus).
- Artropodi (Arthropoda): probabilmente la fanno da padroni i tanti trilobiti (Trilobita), alcuni particolarmente ben conservati.
- Molluschi (Mollusca): molto ricca è la collezione di ammoniti (Ammonoidea), soprattutto dell'appennino umbro-marchigiano.

## Galleria d'immagini

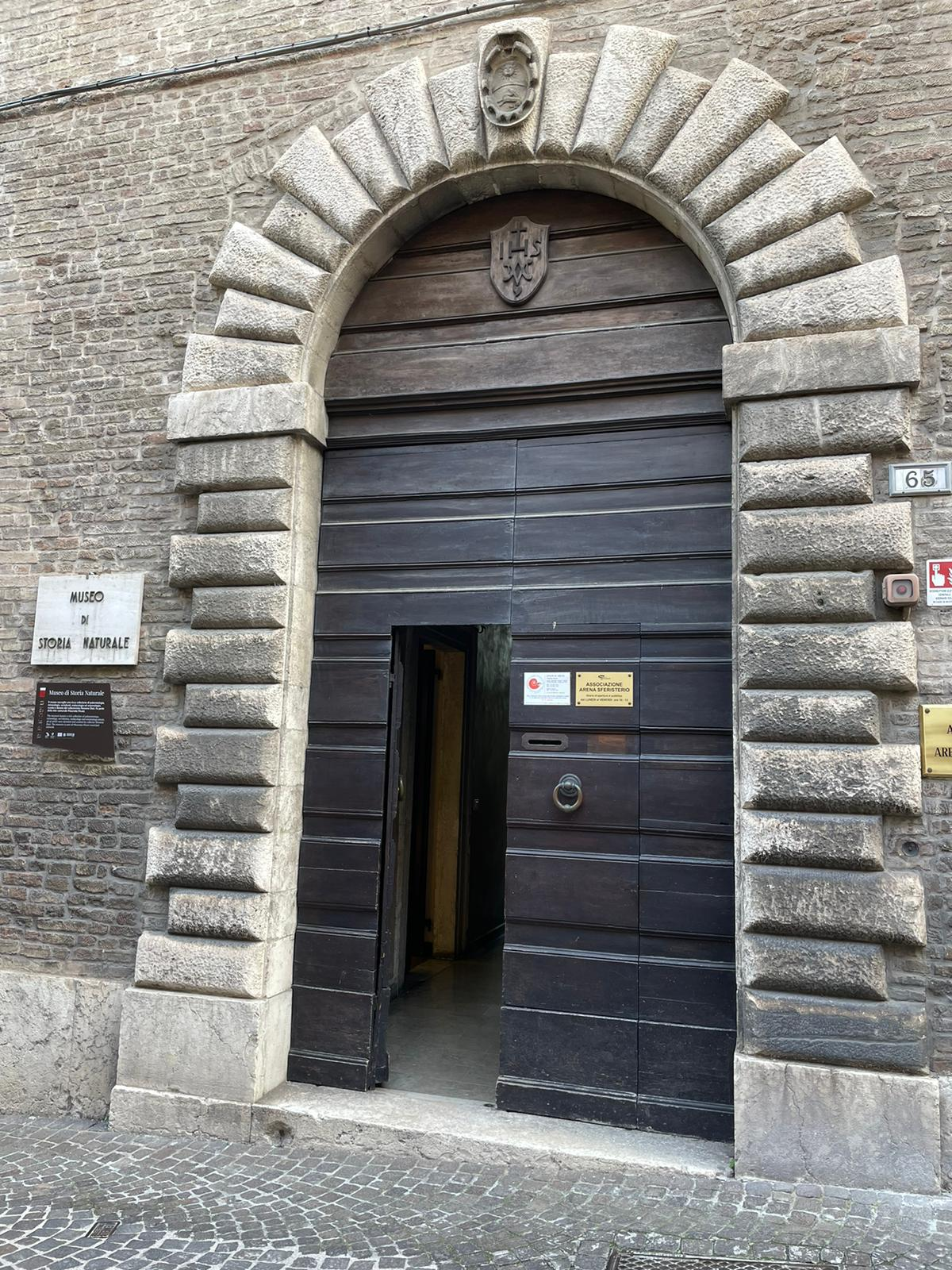
Ingresso museo, in Via Santa Maria della Porta n°65, Macerata (novembre 2024).
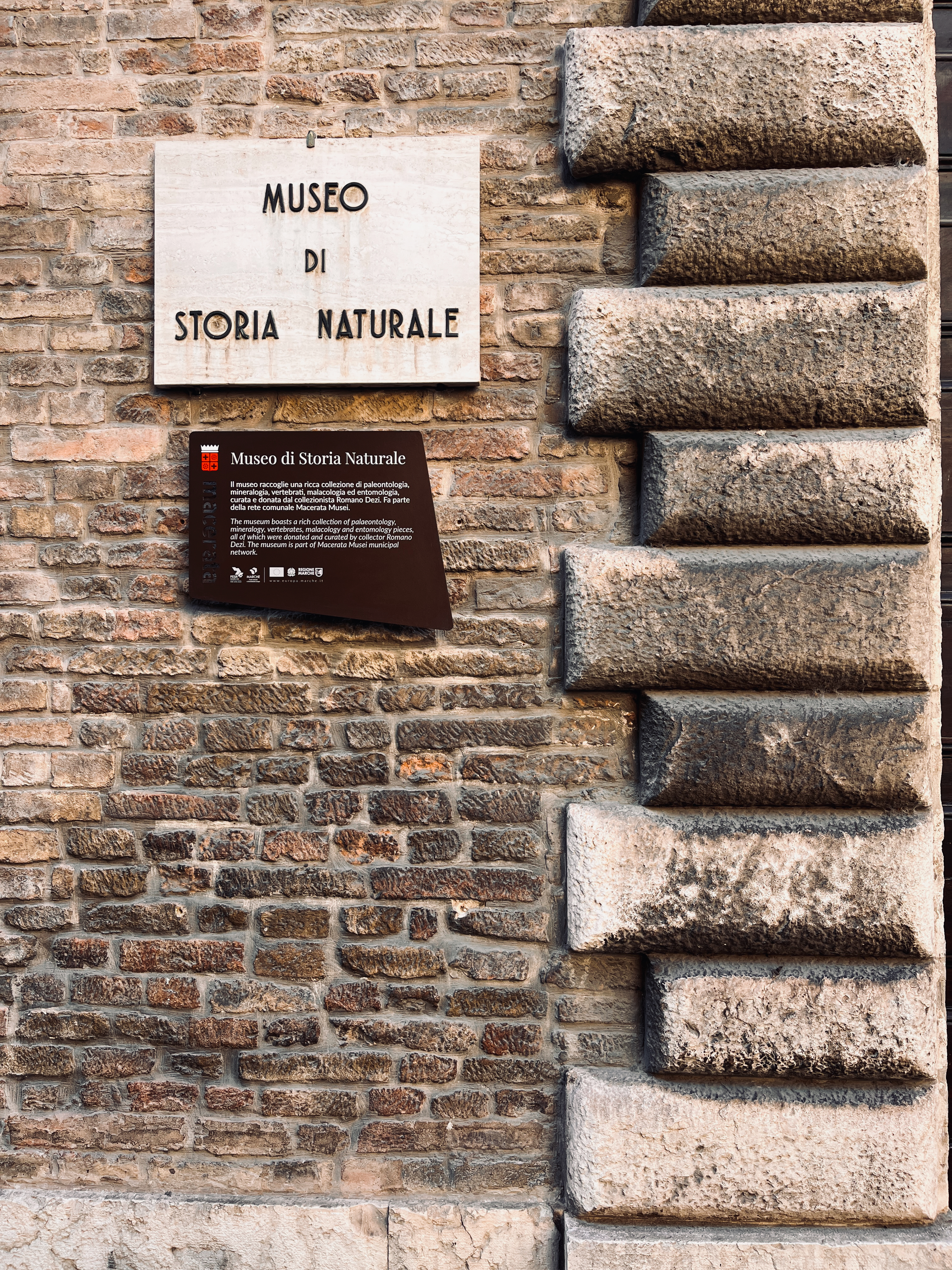
Dettaglio portone d'ingresso (aprile 2023).
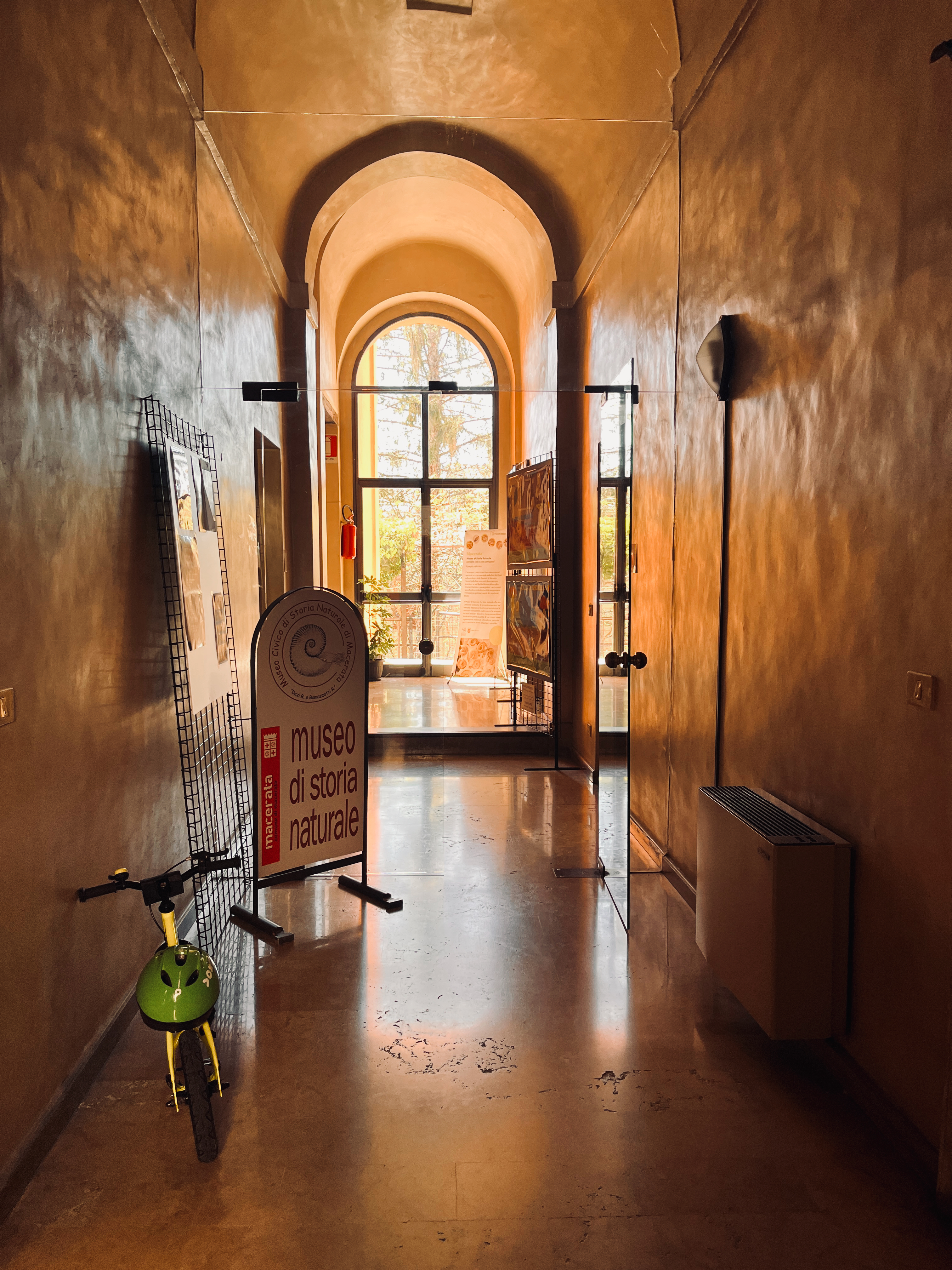
Androne (aprile 2023).
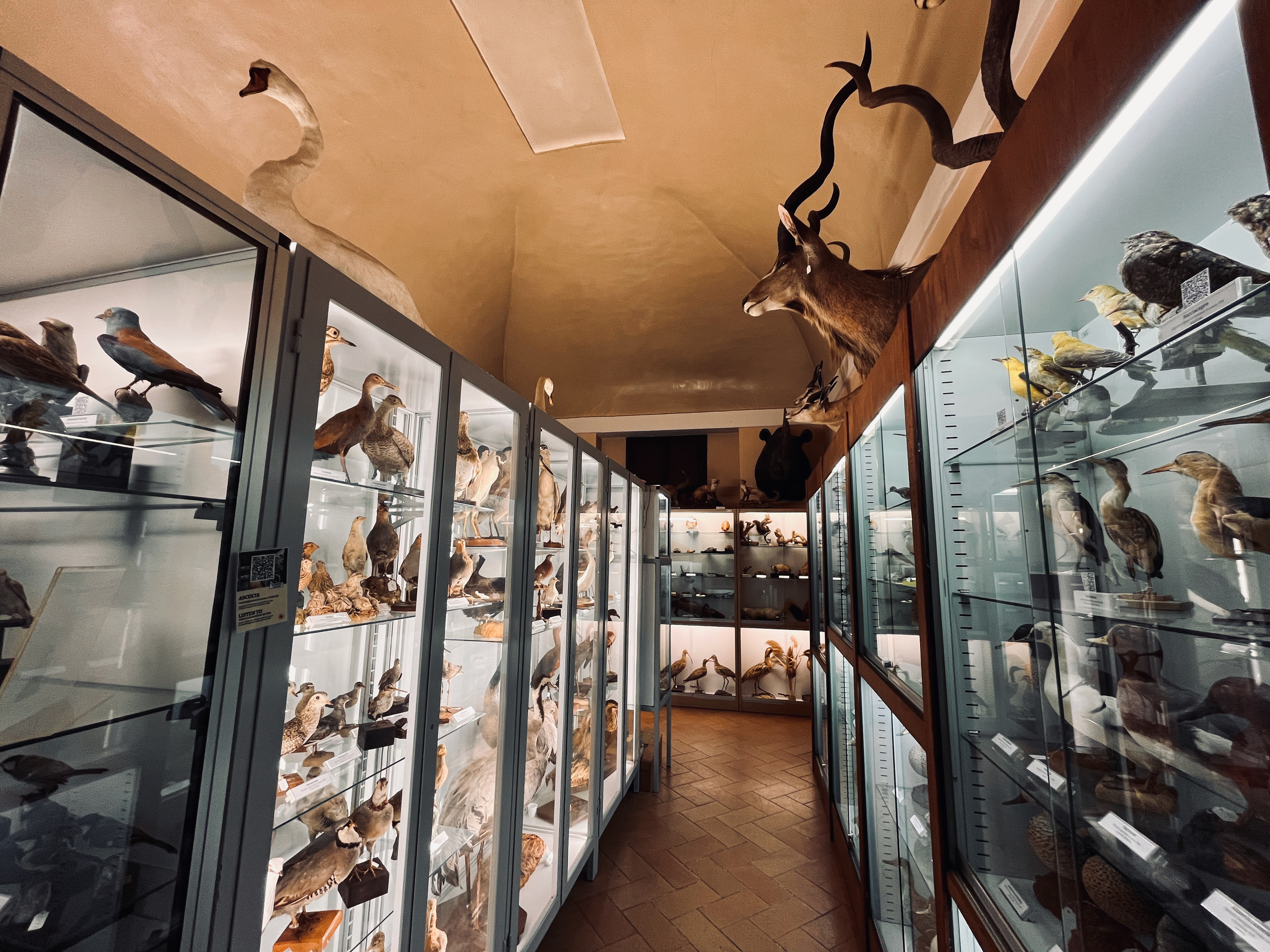
Sala dei vertebrati (aprile 2023).
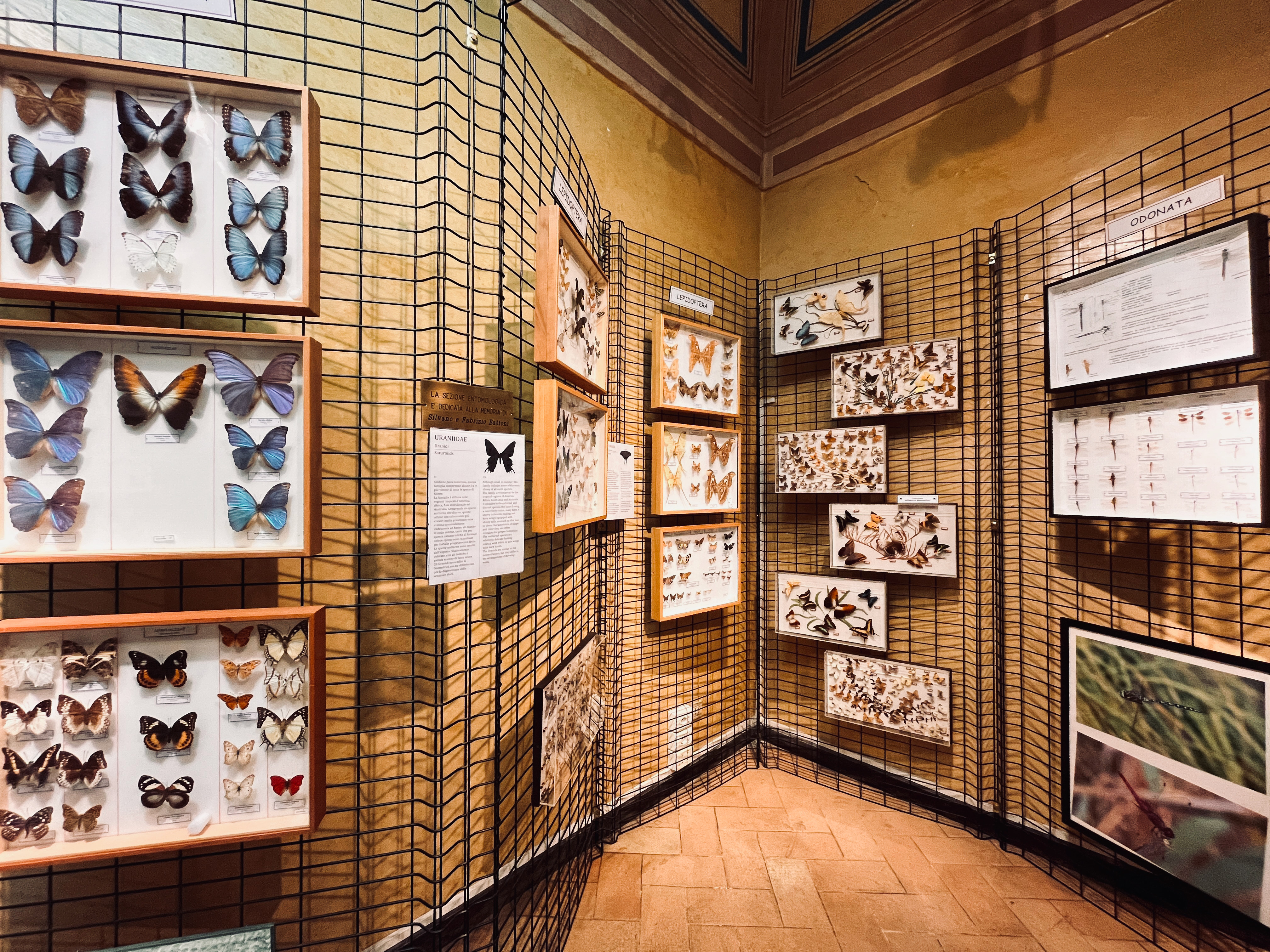
Sala di entomologia (aprile 2023).
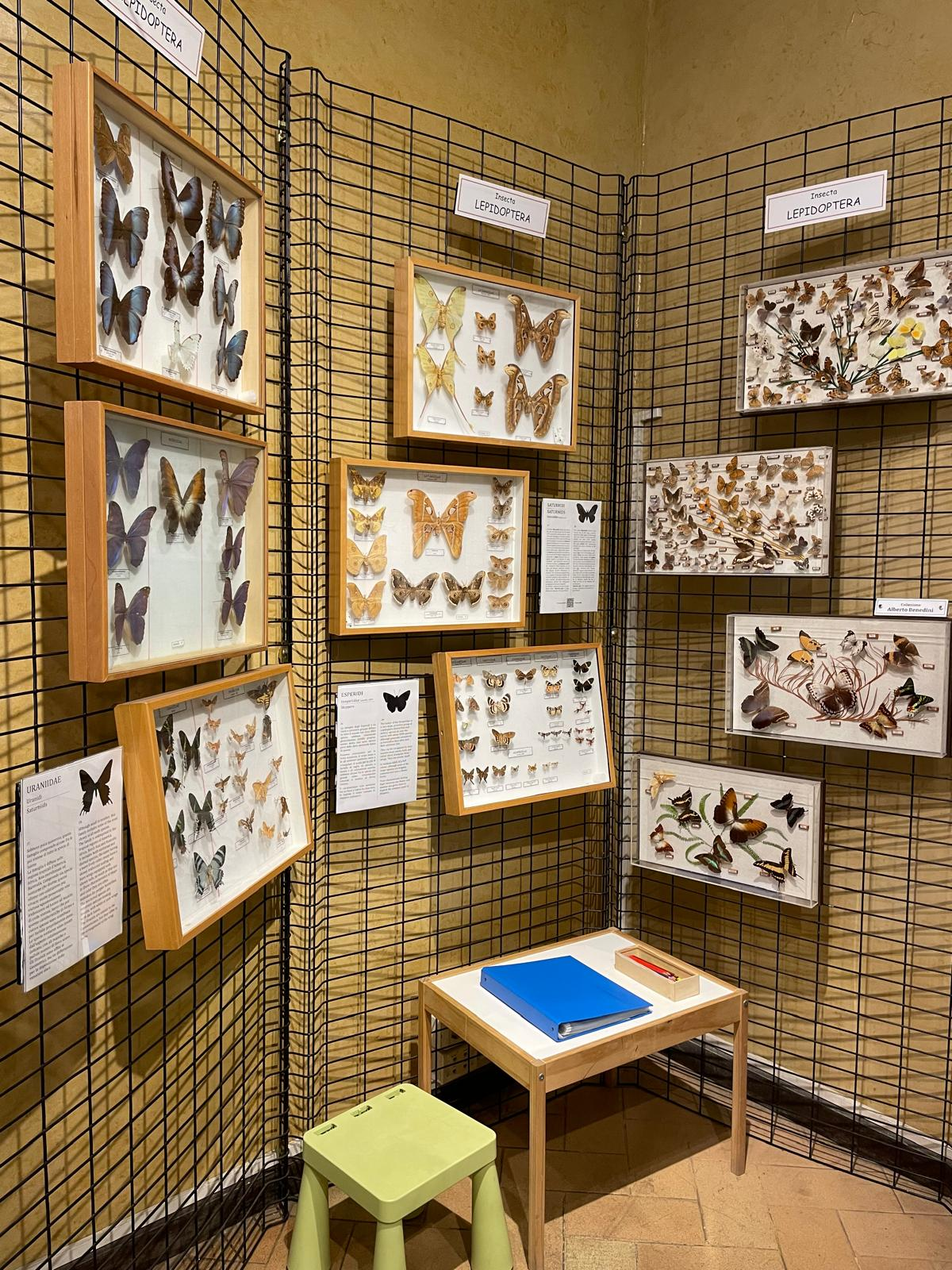
Sala di entomologia (novembre 2024).
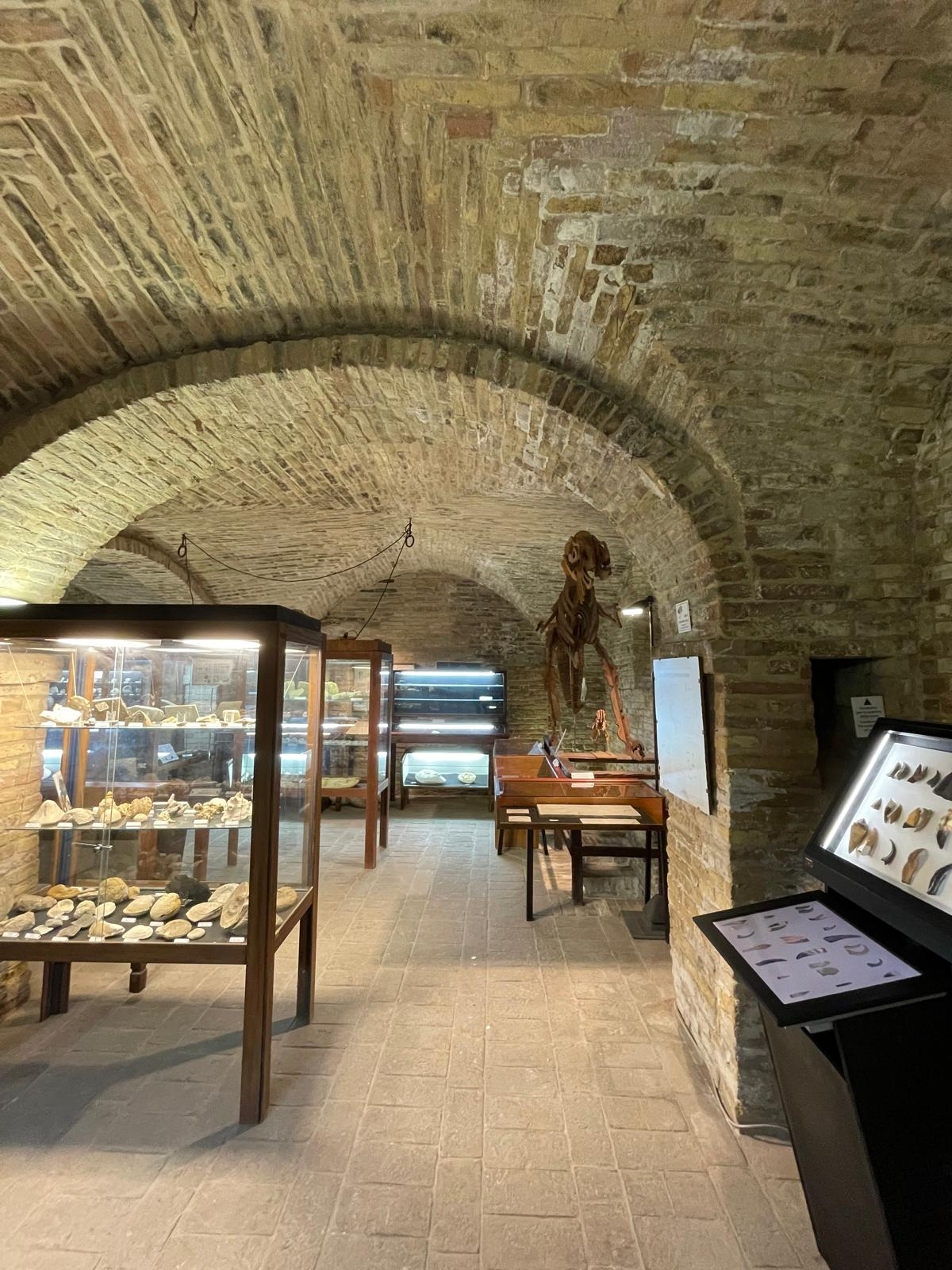
Sala di paleontologia (novembre 2024).
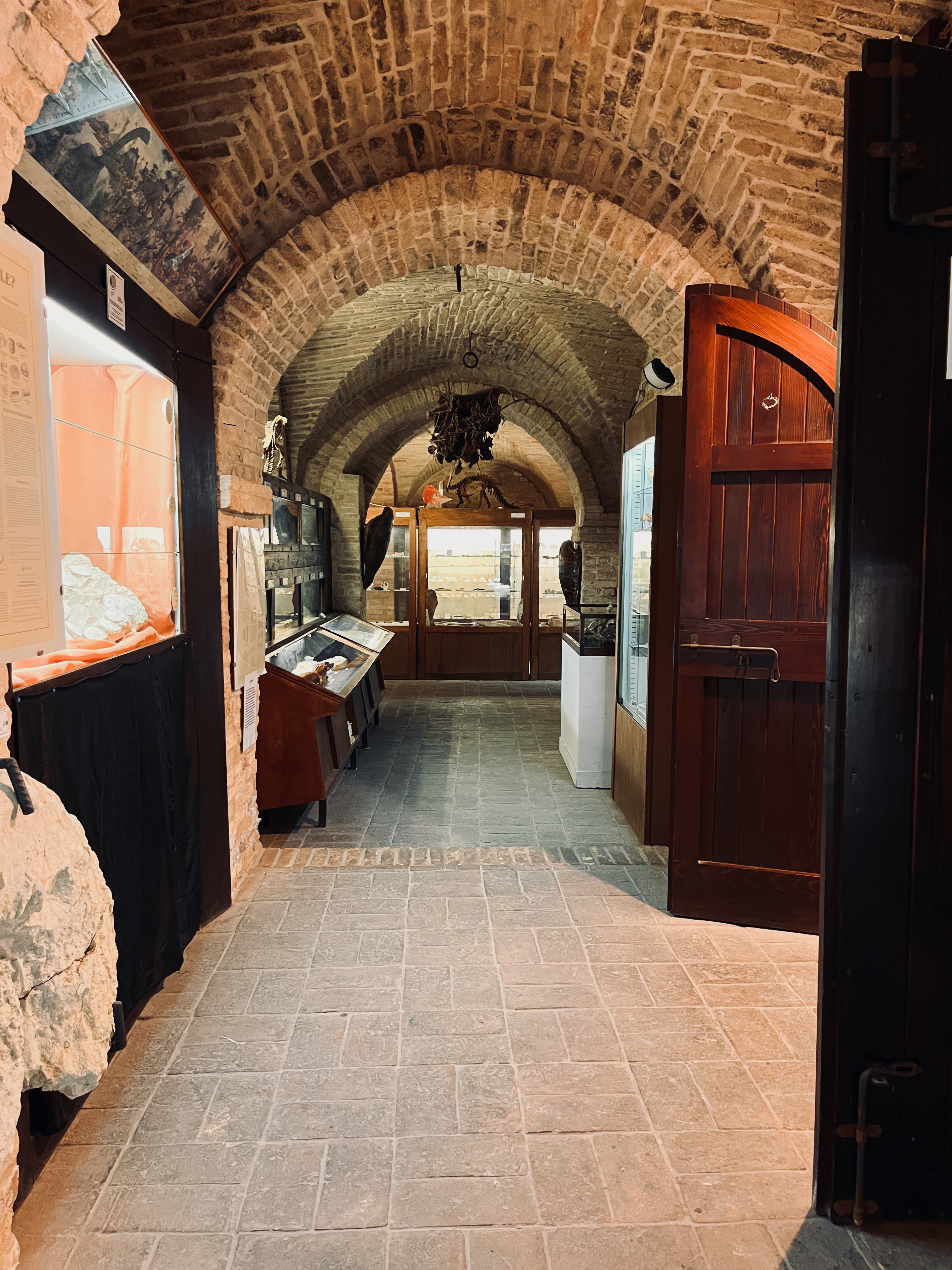
Sala di paleontologia (aprile 2023).
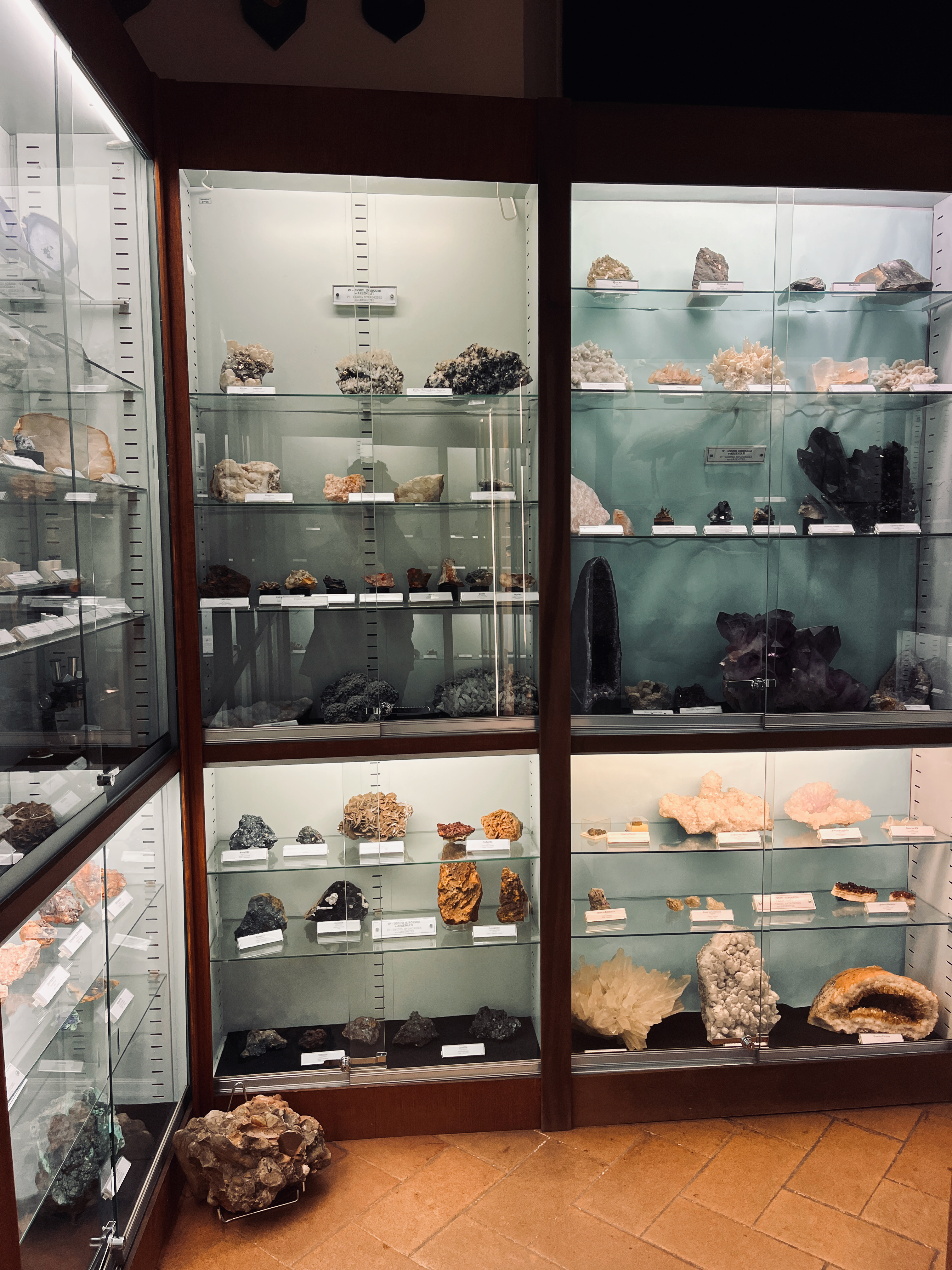
Sala di mineralogia (aprile 2023).
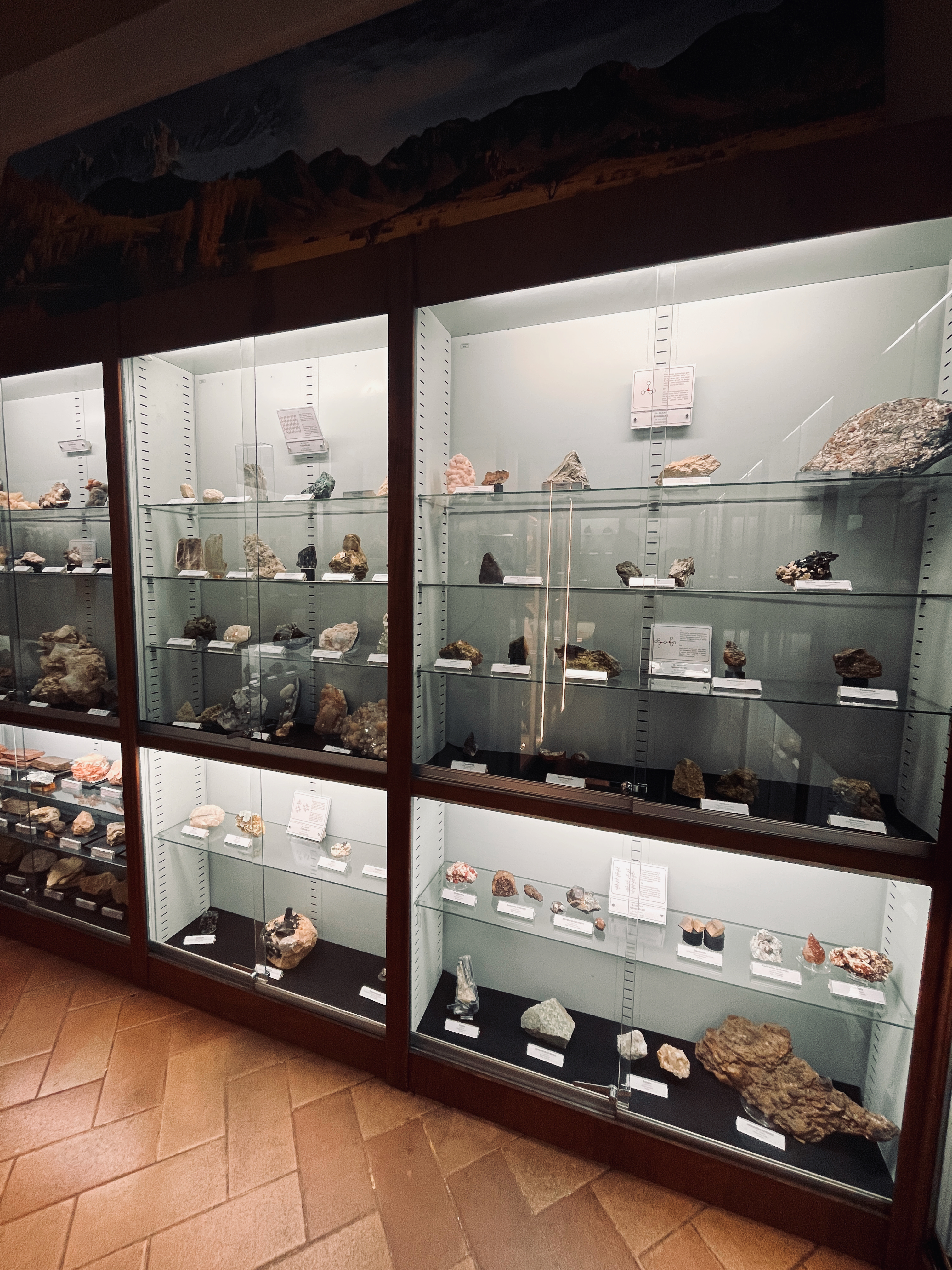
Sala dei minerali (aprile 2023).